# Al-Junaynah
Al-Junaynah (Geneina, în arabă الجنينة) este un oraș  în  Sudan. Este reședinta  statului Darfur de Vest.